# Fernando González
Fernando Francisco González Ciuffardi (Santiago, 29 juli 1980) is een Chileens voormalig tennisser, die tussen 1999 en 2012 op professioneel niveau uitkwam. De belangrijkste wapens van González waren zijn slagkracht en zijn forehand. Een van zijn bijnamen luidt Mano de Piedra (Hand van Steen).

## Carrière
Als junior won González onder meer Roland Garros ten koste van de Spanjaard - en latere seniorenwinnaar - Juan Carlos Ferrero. Zijn eerste toernooizege bij de profs behaalde González in Orlando (2000), toen hij als qualifier in de finale zijn landgenoot Nicolás Massú versloeg. Met laatstgenoemde won de hardhitter in 2004 de gouden medaille in het dubbelspel bij de Olympische Spelen van Athene. Zijn erelijst vermeldt verder toernooioverwinningen in Palermo, Viña del Mar (2002), opnieuw Viña del Mar (2004), Auckland en Amersfoort (2005). In 2007 haalde hij zijn eerste Grandslamfinale, maar hij verloor in de Australian Open van Roger Federer.

### 2009
In 2009 speelde hij een goed toernooi op Roland Garros. Hij werd in de halve finale uitgeschakeld door de Zweed Robin Söderling. Op Wimbledon waren de prestaties minder, hij kwam slechts tot de 3e ronde. In die ronde werd hij in vijfsetter verslagen door de Spanjaard Juan Carlos Ferrero.

### 2012
Tijdens het ATP-toernooi van Miami beeindigde hij zijn carrière na een nederlaag tegen Nicolas Mahut in de eerste ronde.

## Palmares
| Legenda                       | Legenda               |
| ----------------------------- | --------------------- |
| Grand Slam                    |                       |
| Olympische Spelen             |                       |
| tot 2009                      | vanaf 2009            |
| Tennis Masters Cup            | ATP Finals            |
| ATP Masters Series            | ATP Tour Masters 1000 |
| ATP International Series Gold | ATP Tour 500          |
| ATP International Series      | ATP Tour 250          |

### Enkelspel
| Nr.              | Datum             | Toernooi         | Ondergrond | Tegenstander in finale | Score              | Details |
| ---------------- | ----------------- | ---------------- | ---------- | ---------------------- | ------------------ | ------- |
| Gewonnen finales |                   |                  |            |                        |                    |         |
| 1.               | 7 mei 2000        | ATP Orlando      | Gravel     | Nicolás Massú          | 6-2, 6-3           | Details |
| 2.               | 17 februari 2002  | ATP Viña del Mar | Gravel     | Nicolás Lapentti       | 6-3, 6-7, 7-6      | Details |
| 3.               | 29 september 2002 | ATP Palermo      | Gravel     | José Acasuso           | 5-7, 6-3, 6-1      | Details |
| 4.               | 15 februari 2004  | ATP Viña del Mar | Gravel     | Gustavo Kuerten        | 7-5, 6-4           | Details |
| 5.               | 16 januari 2005   | ATP Auckland     | Hardcourt  | Olivier Rochus         | 6-4, 6-2           | Details |
| 6.               | 24 juli 2005      | ATP Amersfoort   | Gravel     | Agustín Calleri        | 7-5, 6-3           | Details |
| 7.               | 30 oktober 2005   | ATP Bazel        | Tapijt     | Marcos Baghdatis       | 6-7, 6-3, 7-5, 6-4 | Details |
| 8.               | 16 september 2007 | ATP Peking       | Hardcourt  | Tommy Robredo          | 6-1, 3-6, 6-1      | Details |
| 9.               | 3 februari 2008   | ATP Viña del Mar | Gravel     | Juan Mónaco            | Walk-over          | Details |
| 10.              | 4 mei 2008        | ATP München      | Gravel     | Simone Bolelli         | 7-6, 6-7, 6-3      | Details |
| 11.              | 8 februari 2009   | ATP Viña del Mar | Gravel     | Juan Mónaco            | 6-1, 6-3           | Details |
| Verloren finales |                   |                  |            |                        |                    |         |
| 1.               | 27 oktober 2002   | ATP Bazel        | Tapijt     | David Nalbandian       | 4-6, 3-6, 2-6      | Details |
| 2.               | 3 augustus 2003   | ATP Washington   | Hardcourt  | Tim Henman             | 3-6, 4-6           | Details |
| 3.               | 5 oktober 2003    | ATP Metz         | Hardcourt  | Arnaud Clément         | 3-6, 6-1, 3-6      | Details |
| 4.               | 18 juli 2004      | ATP Amersfoort   | Gravel     | Martin Verkerk         | 6-7, 6-4, 4-6      | Details |
| 5.               | 6 februari 2005   | ATP Viña del Mar | Gravel     | Gastón Gaudio          | 3-6, 4-6           | Details |
| 6.               | 15 oktober 2006   | ATP Wenen        | Hardcourt  | Ivan Ljubičić          | 3-6, 4-6, 5-7      | Details |
| 7.               | 22 oktober 2006   | ATP Madrid       | Hardcourt  | Roger Federer          | 5-7, 1-6, 0-6      | Details |
| 8.               | 29 oktober 2006   | ATP Bazel        | Tapijt     | Roger Federer          | 3-6, 2-6, 6-7      | Details |
| 9.               | 28 januari 2007   | Australian Open  | Hardcourt  | Roger Federer          | 6-7, 4-6, 4-6      | Details |
| 10.              | 13 mei 2007       | ATP Rome         | Gravel     | Rafael Nadal           | 2-6, 2-6           | Details |
| 11.              | 17 augustus 2008  | Peking           | Hardcourt  | Rafael Nadal           | 3-6, 6-7, 3-6      | Details |

### Dubbelspel
| Nr.              | Datum            | Toernooi       | Ondergrond | Partner          | Tegenstanders in finale         | Score                   | Details |
| ---------------- | ---------------- | -------------- | ---------- | ---------------- | ------------------------------- | ----------------------- | ------- |
| Gewonnen finales |                  |                |            |                  |                                 |                         |         |
| 1.               | 21 augustus 2004 | Athene         | Hardcourt  | Nicolás Massú    | Nicolas Kiefer Rainer Schüttler | 6-2, 4-6, 3-6, 7-6, 6-4 | Details |
| 2.               | 10 april 2005    | ATP Valencia   | Gravel     | Martín Rodríguez | Lucas Arnold Ker Mariano Hood   | 6-4, 6-4                | Details |
| 3.               | 30 oktober 2005  | ATP Basel      | Tapijt     | Agustín Calleri  | Stephen Huss Wesley Moodie      | 7-5, 7-5                | Details |
| Verloren finales |                  |                |            |                  |                                 |                         |         |
| 1.               | 24 juli 2005     | ATP Amersfoort | Gravel     | Nicolás Massú    | Martín García Luis Horna        | 4-6, 4-6                | Details |

## Resultaten grandslamtoernooien
| Legenda | Legenda                          |
| ------- | -------------------------------- |
| g.t.    | geen toernooi gehouden           |
| l.c.    | lagere categorie                 |
| –       | niet deelgenomen                 |
| G       | uitgeschakeld in de groepsfase   |
| 1R      | uitgeschakeld in de eerste ronde |
| 2R      | uitgeschakeld in de tweede ronde |
| 3R      | uitgeschakeld in de derde ronde  |
| 4R      | uitgeschakeld in de vierde ronde |
| KF      | uitgeschakeld in de kwartfinale  |
| HF      | uitgeschakeld in de halve finale |
| F       | de finale verloren               |
| W       | het toernooi gewonnen            |
| w-v     | winst/verlies-balans             |

### Enkelspel
| Toernooi              | 2000              | 2001              | 2002              | 2003              | 2004              | 2005              | 2006              | 2007              | 2008              | 2009              | 2010              | 2011              | 2012              | w-v     |
| --------------------- | ----------------- | ----------------- | ----------------- | ----------------- | ----------------- | ----------------- | ----------------- | ----------------- | ----------------- | ----------------- | ----------------- | ----------------- | ----------------- | ------- |
| Grandslamtoernooien   |                   |                   |                   |                   |                   |                   |                   |                   |                   |                   |                   |                   |                   |         |
| Australian Open       | –                 | 1R                | 4R                | 2R                | 1R                | 3R                | 1R                | F                 | 3R                | 4R                | 4R                | –                 | –                 | 20-10   |
| Roland Garros         | –                 | 2R                | 3R                | KF                | 1R                | 3R                | 2R                | 1R                | KF                | HF                | 2R                | –                 | –                 | 20-10   |
| Wimbledon             | –                 | –                 | 2R                | 1R                | 3R                | KF                | 3R                | 3R                | 2R                | 3R                | –                 | 3R                | –                 | 16-9    |
| US Open               | 2R                | –                 | KF                | 3R                | 1R                | 3R                | 3R                | 1R                | 4R                | KF                | 1R                | 1R                | –                 | 18-11   |
| Winst-verlies         | 1-1               | 1-2               | 10-4              | 7-4               | 2-4               | 10-4              | 5-4               | 8-4               | 10-4              | 14-4              | 4-3               | 2-2               | 0-0               | 74-41   |
| Tennis Masters Cup    |                   |                   |                   |                   |                   |                   |                   |                   |                   |                   |                   |                   |                   |         |
| ATP World Tour Finals | –                 | –                 | –                 | –                 | –                 | G                 | –                 | G                 | –                 | –                 | –                 | –                 | –                 | 2-3     |
| ATP Masters 1000      |                   |                   |                   |                   |                   |                   |                   |                   |                   |                   |                   |                   |                   |         |
| Indian Wells          | –                 | –                 | 2R                | 1R                | 3R                | 4R                | 2R                | 4R                | 2R                | 4R                | –                 | –                 | –                 | 8-8     |
| Miami                 | –                 | –                 | 4R                | 2R                | KF                | 3R                | 3R                | 3R                | 3R                | 3R                | 3R                | –                 | 1R                | 13-10   |
| Monte Carlo           | –                 | –                 | 1R                | 1R                | 1R                | 3R                | KF                | 2R                | –                 | –                 | –                 | –                 | –                 | 6-6     |
| Rome                  | –                 | –                 | 3R                | –                 | 2R                | 1R                | KF                | F                 | 3R                | HF                | –                 | –                 | –                 | 16-6    |
| Hamburg               | –                 | –                 | 2R                | KF                | 3R                | 2R                | 3R                | KF                | –                 | geen Masters 1000 | geen Masters 1000 | geen Masters 1000 | geen Masters 1000 | 11-6    |
| Madrid                | –                 | –                 | 2R                | 1R                | 2R                | KF                | F                 | KF                | 2R                | –                 | –                 | –                 | –                 | 8-7     |
| Montréal/Toronto      | –                 | –                 | 1R                | 1R                | 3R                | 1R                | HF                | 2R                | 2R                | 3R                | –                 | –                 | –                 | 9-8     |
| Cincinnati            | –                 | –                 | HF                | 2R                | 2R                | 3R                | HF                | 2R                | 1R                | 1R                | –                 | –                 | –                 | 12-8    |
| Shanghai              | geen Masters 1000 | geen Masters 1000 | geen Masters 1000 | geen Masters 1000 | geen Masters 1000 | geen Masters 1000 | geen Masters 1000 | geen Masters 1000 | geen Masters 1000 | 3R                | –                 | –                 | –                 | 2-1     |
| Parijs                | –                 | –                 | 1R                | 1R                | 2R                | 2R                | 2R                | 2R                | –                 | 3R                | –                 | –                 | –                 | 1-7     |
| Olympische Spelen     |                   |                   |                   |                   |                   |                   |                   |                   |                   |                   |                   |                   |                   |         |
| Olympische Spelen     | –                 | g.t.              | g.t.              | g.t.              | HF                | g.t.              | g.t.              | g.t.              | F                 | g.t.              | g.t.              | g.t.              | –                 | 10-2    |
| Statistieken          |                   |                   |                   |                   |                   |                   |                   |                   |                   |                   |                   |                   |                   |         |
| Totaal aantal titels  | 1                 | 0                 | 2                 | 0                 | 1                 | 3                 | 0                 | 1                 | 2                 | 1                 | 0                 | 0                 | 0                 | 11      |
| Totaal winst-verlies  | 9-5               | 5-10              | 40-22             | 37-24             | 42-21             | 49-23             | 49-22             | 37-24             | 39-15             | 39-16             | 15-9              | 3-5               | 3-4               | 370-201 |
| Eindejaarsranking     | 115               | 139               | 18                | 35                | 23                | 11                | 10                | 7                 | 15                | 11                | 68                | 298               | 509               | n.v.t.  |

### Mannendubbelspel
| Toernooi          | 2003 | 2004 | 2005 | 2006 | 2007 | 2008 | 2009 | 2010 |
| ----------------- | ---- | ---- | ---- | ---- | ---- | ---- | ---- | ---- |
| Australian Open   | 1R   | 1R   | –    | –    | –    | –    | 1R   | KF   |
| Roland Garros     | –    | –    | HF   | –    | –    | –    | KF   | –    |
| Wimbledon         | –    | –    | 2R   | –    | –    | –    | –    | –    |
| US Open           | 1R   | KF   | 3R   | 2R   | –    | 2R   | –    | –    |
| Olympische Spelen |      | W    |      |      |      | –    |      |      |